# Glazbena kritika
Glazbena kritika je dio umjetnosti. Bavi se kritičkim vrednovanjem glazbenih djela te ih smještajući ih u povijesno-umjetnički kontekst na taj način prosuđuju.
Glazbena je kritika posebit književni žanr, jer za pisati o glazbi treba se imati određenu vještinu izražavanja.  Stoga je povijesnoumjetnička disciplina.
Glazbeni kritičari pišu za tisak. Prate suvremena zbivanja u umjetnosti. Temeljna zadaća im je pratiti prate suvremena umjetnička zbivanja i da kritički pišu o njima te da ih prosuđuju .